# 吉浦昌彦
吉浦 昌彦（よしうら まさひこ、1952年1月6日 - ）は、日本の電気工学・生体工学者。大阪工業大学工学部生命工学科元教授。理学博士（早稲田大学）。電気学会2005代議員。
専門は生体電子工学、電気電子材料工学・電気化学、機能性デバイス・有機薄膜。

## 略歴
1974年早稲田大学理学部応用物理学科卒業。東京慈恵会医科大学研究技術員などを経て、1981年早稲田大学大学院理工学研究科にて理学博士（早稲田大学）。1994年大阪工業大学工学部電気工学科助教授として着任。2002年同学部電気電子システム工学科教授を経て、2006年同学部生体医工学科（のちの生命工学科）教授。2010年同学部生命工学科教授。2018年同大学を定年退官。
大阪工業大学工学部（電気系・生体電子系）にて20年以上の長きに渡り教鞭を執り、特に生命工学科（旧生体医工学科含む）における初期の生体電子工学・電気電子材料工学・電気化学の研究・育成に貢献した。
主な所属学会は、電気学会、静電気学会、応用物理学会、日本化学会など。

## 主な研究
- ポリアニリンの熱刺激電流（TSC）とその解析 - 日東電工との共同研究[7]
- 不純物添加アントラセン単結晶の部分TSCデータの復元[8]
- 導電性粉体分散ポリイミドの熱刺激電流による帯電性と熱劣化の検討
- ジオキサンによるクロロフィルの安定化：繊維高分子材料科学の研究
- 培養骨格筋のバイオアクチュエータへの応用[9]